# Монако на «Евровидении-1962»
Монако приняло участие в Евровидении 1962, проходившем в Люксембурге, Люксембург. Княжество представил Франсуа Дегель с песней «Dis rien», выступавший под номером 16. В этом году страна получила 13 баллов, заняв второе место. Комментатором конкурса от Монако в этом году стал Пьер Черния.

## Страны, отдавшие баллы Монако
Каждый член жюри мог распределить 6 очков: 3 — лучшей песне, 2 — второй и 1 — третьей. Песня с наибольшим количеством очков получала 3 очка, со вторым результатом — 2 очка, с третьим — одно очко: это считалось окончательным голосом и объявлялось как часть «Голоса Европейского жюри».
| Отдали Монако…                | Отдали Монако… | Отдали Монако…   |
| 3 балла                       | 2 балла        | 1 балл           |
| ----------------------------- | -------------- | ---------------- |
| Нидерланды Австрия Люксембург | Норвегия       | Франция Германия |

## Страны, получившие баллы от Монако
| 3 балла | Люксембург |
| 2 балла | Германия   |
| 1 балл  | Франция    |